# Kathleen Howard

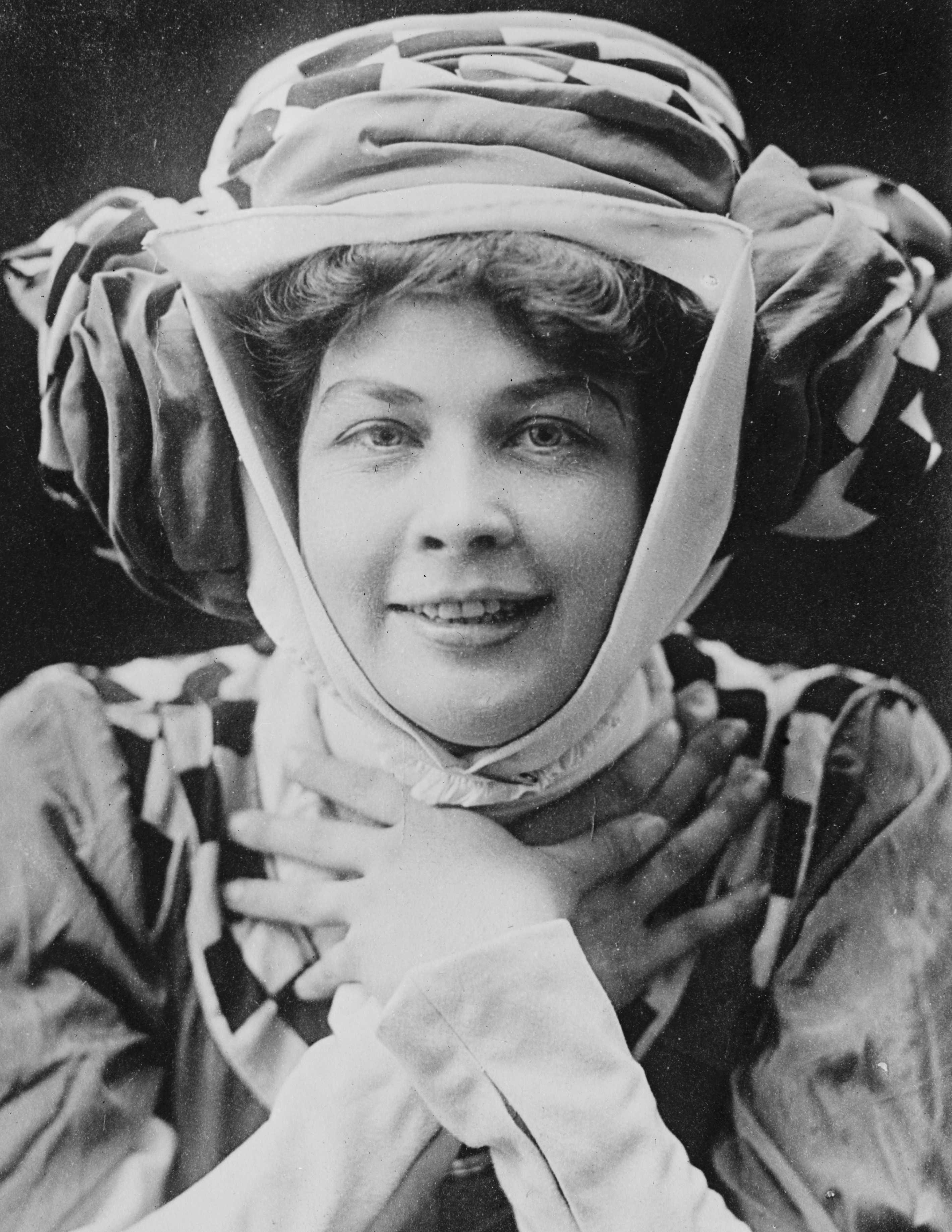
Kathleen Howard

Kathleen Howard (* 27. Juli 1884 in Clifton, Ontario; † 15. April 1956 in Hollywood, Kalifornien) war eine kanadisch-amerikanische Schauspielerin, Opernsängerin (Alt) und Journalistin. Zwischen 1934 und 1951 spielte sie in über 50 Filmen.

## Leben und Karriere
Kathleen Howard wurde als Tochter des britischstämmigen Geschäftsmanns George Henry Howard (1840–1896) und seiner Frau Alice Augusta (geb. Framer, 1850–1932) geboren. Ihr jüngerer Bruder war der Bildhauer Cecil de Blaquiere Howard. Sie wurde in dem kleinen kanadischen Ort Clifton – in direkter Nähe zu den Niagarafällen – geboren, verbrachte allerdings ihre Jugend in Buffalo bei New York.
Zunächst trat sie erfolgreich als Opernsängerin auf und war zwischen 1916 und 1928 an der Metropolitan Opera in New York verpflichtet. Sie sang unter anderem die Rolle der Zita in der Erstaufführung von Giacomo Puccinis Oper Gianni Schicchi von 1918. Im selben Jahr veröffentlichte sie auch ihre Autobiografie Confessions of an Opera Singer. Sie machte einige Gesangsaufnahmen, von denen allerdings die meisten verschollen sind. Nachdem ihre Stimme gebrochen war und sie nicht weiter als Opernsängerin arbeiten konnte, wechselte Howard 1934 zur Filmindustrie nach Hollywood. In ihrem ersten Film Die schwarze Majestät spielte sie neben Fredric March eine italienische Adelige.
In Erinnerung blieb Howard unter anderem als zänkische oder arrogante Gegenspielerin von W. C. Fields in drei Filmen zwischen 1934 und 1935. In dem Komödienklassiker Das ist geschenkt verkörperte sie Fields garstige Ehefrau, die ihm mit langen und lautstarken Tiraden das Leben zur Hölle macht. Auch in ihren weiteren Filmen spielte Howard ebenfalls meist komisch angehauchte, aber eher unsympathische Nebenfiguren. 1941 war sie als snobhafte Dame aus besserer Gesellschaft in Mervyn LeRoys Drama Blüten im Staub sowie als dominante Haushälterin einer Wohngemeinschaft von Professoren in Howard Hawks’ Komödie Die merkwürdige Zähmung der Gangsterbraut Sugarpuss zu sehen. Während sie in einigen Filmen größere Nebenrollen innehatte, blieben ihre Auftritte in anderen Filmen vergleichsweise kurz oder wurden noch nicht einmal im Abspann erwähnt. 1950 drehte Howard ihren letzten von über 50 Filmen, im Jahr darauf hatte sie noch einen vereinzelten Fernsehauftritt.
Neben ihrer Film- und Opernarbeit arbeitete Howard ebenfalls als Journalistin und Autorin, unter anderem über viele Jahre für das Modemagazin Harper’s Bazaar. Sie verstarb 1956 mit 71 Jahren in Kalifornien.

## Filmografie (Auswahl)
- 1934: Die schwarze Majestät (Death Takes a Holiday)
- 1934: You’re Telling Me!
- 1934: Das ist geschenkt (It’s a Gift)
- 1935: Man on the Flying Trapeze
- 1937: Stolen Holiday
- 1939: First Love
- 1940: Mystery Sea Raider
- 1940: One Night in the Tropics
- 1941: A Girl, a Guy, and a Gob
- 1941: Blüten im Staub (Blossoms in the Dust)
- 1941: Miss Polly
- 1941: Die merkwürdige Zähmung der Gangsterbraut Sugarpuss (Ball of Fire)
- 1942: Liebling, zum Diktat (Take a Letter, Darling)
- 1942: Du warst nie berückender (You Were Never Lovelier)
- 1943: Crash Dive
- 1944: Laura
- 1946: Der geheimnisvolle Gast (Mysterious Intruder)
- 1946: Centennial Summer
- 1947: The Late George Apley
- 1947: Cynthia
- 1948: Schrei der Großstadt (Cry of the City)
- 1950: Das skandalöse Mädchen (The Petty Girl)
- 1950: Born to Be Bad